# Herdolor Lorenz
Herdolor Lorenz (eigentlich Hermann Lorenz, * 23. September 1953 in Fulda) ist ein deutscher Dokumentarfilmer. Sein Künstlername leitet sich aus einer Kombination seines Vornamens (Hermann) und Nachnamens (Lorenz) ab.

## Beruflicher Werdegang
Lorenz studierte 1972 bis 1982 Politik, Geschichte, Philosophie und Germanistik in Marburg und Berlin und schloss sein Studium 1982 ab. Für die Aktion Sühnezeichen Friedensdienste betreute er 1979 bis 1981 Jugendgruppen in der Gedenkstätte Auschwitz in Polen.
Erste Erfahrungen mit Video und Film als Medium in der politischen Bildungsarbeit liegen in dieser Zeit. Von 1983 bis 1989 wirkte er als Dozent am Berufsförderungswerk Hamburg.

## Karriere
Seit 1985 erarbeitete er Dokumentationen, seit 1986 meist mit Partnerin Leslie Franke. Es begann eine Zeit, in der gemeinsam mit ihr jedes Jahr zumindest ein Film entstand.
1989 gab er seine Dozententätigkeit auf und entwickelte das Dokumentarfilmen als Profession; es entstand bisher durchschnittlich jedes Jahr – meist in Zusammenarbeit mit Leslie Franke – ein Dokumentarfilm oder Reportagen.

## Werke
- 2024 Sold City
- 2018 Der marktgerechte Patient[1]
- 2015 Wer rettet wen?
- 2011 Kinder von St. Georg Langzeitdokumentation 1999 bis 2011
- 2010 Water Makes Money
- 2008 Börsenbahn gestoppt?
- 2007 Bahn unterm Hammer
- 2007 David gegen Goliath
- 2006 Der A-380
- 2005 Wasser unterm Hammer
- 2003 Das blaue Gold im Garten Eden
- 2000 Mein Herz zerreisst, zwei bosnische Flüchtlingsfamilien suchen eine neue Heimat
- 1995 Trakehnen wieder deutsch?
- 1993 Das Tabu der Freiheit
- 1992 Weltoffen
- 1988 Perestroika im Betrieb: Reformalltag in zwei Minsker Automobilbetrieben
- 1987 Tanja: Begegnungen mit einer russischen Frau aus Lipezk
- 1985 Nicht betteln, nicht bitten, nur mutig gestritten, Erwerbslose kämpfen um das, was ihnen im Alltag verwehrt wird